# Argyle (Minnesota)
Argyle è un comune degli Stati Uniti d'America, situato nello Stato del Minnesota, nella contea di Marshall.